# 身份政治
身份政治（identity politics，又译身份認同政治）是在社會上，人群因性別、人種、民族、宗教、性取向等集體的共同利益而展開的政治活動。
身份認同政治這一概念出現在20世紀後期、特別是美國黑人民權運動時期，這在後來受到政治操作。
批判者認為，身份認同政治導致社會分裂，因為選民會根據自身的身份認同而判定一个候选人是否可靠而投票，也就是仅仅从一个角度而贸然判断一个候选人的理念和自己是否相通。而且身份認同政治的內部也存在對其他群體的歧視。2017年8月，维基解密创始人朱利安·阿桑奇说，美国共和党与美国民主党都不愿承认的一个事实是，愈演愈烈的身份政治冲突正在取代美国两党政治，已经自然而然地成为撕裂美国社会的利器。